# Theodor Kirchner
Pour les articles homonymes, voir Kirchner.
Fürchtegott Theodor Kirchner, né le 10 décembre 1823 à Neukirchen/Erzgeb. et mort à Hambourg le 18 septembre 1903, est un compositeur, chef d'orchestre, organiste et pianiste allemand de la période romantique, auteur de nombreuses œuvres pour piano, orgue, et musique de chambre.

## Biographie
Originaire de la région de Chemnitz, il reçoit très tôt une formation d'organiste. Alors qu'il est adolescent, son père lui fait rencontrer Robert Schumann, Félix Mendelssohn et Thomaskantor Christian Weinling. Auprès de Mendelssohn, il devient premier élève du conservatoire que celui-ci a créé à Leipzig et, pourvu d'une bourse d'études royale, y poursuit sa formation d'organiste à l'église Saint-Nicolas de Leipzig.

## Œuvre
- Préludes, op. 9 (1859) Dédiés à Clara Schumann